# Saint-Julien-de-la-Liègue
 Saint-Julien-de-la-Liègue  là một xã của tỉnh Eure, thuộc vùng Normandie, miền bắc nước Pháp.